# سعید محمدفر
سعید محمدی فرد (زادهٔ ۱۲ دی ۱۳۷۳) بازیکن فوتبال اهل ایران است که در پست دفاع راست برای باشگاه فوتبال چادرملو در لیگ آزادگان بازی می‌کند.

## سوابق باشگاهی
پارس جنوبی جم
محمدی فرد سابقه بازی برای باشگاه های پارس جنوبی جم به مدت دو فصل و انجام ۲۶ بازی را دارد.
سایپا
با قرار دادی به مدت سه فصل به باشگاه فوتبال سایپا پیوست و ۴۳ بازی برای تیم تیم انجام داد.
استقلال خوزستان
با قرار دادی یکساله به این باشگاه پیوست و در تمام بازی های لیگ بازی انجام داد.
چادر ملو
با قرار دادی یکساله به این باشگاه پیوست.